# Donald Hamilton
Knut Donald Bengtsson Hamilton, född 24 mars 1916 i Uppsala, död 20 november 2006 i Visby domkyrkoförsamling, var en svensk-amerikansk greve samt författare av romaner, noveller och facklitteratur om friluftsliv. Hans romaner består mest av pocketböcker med fokus på spionhistorier men även brott och vilda västern, som till exempel The Big Country. Han är mest känd för den långa serien om underrättelseagenten Matt Helm (1960–1993). Serien beskriver en agent som även dödar, anställd av en hemlig amerikansk regeringsbyrå. Den kände kritikern Anthony Boucher skrev: "Donald Hamilton har gett spionromanerna en autentisk hård realism liknande Dashiell Hammett. Hans berättelser är övertygande och antagligen så nära den smutsiga sanningen om spioneri som nu kommit fram".

## Biografi
Hamilton föddes i Sverige men kom som barn till USA, där fadern greve Bengt Hamilton blev professor i pediatrik. Modern Elise, född Neovius, ursprungligen från Finland, blev Master of Arts i sitt nya hemland. Donald Hamilton studerade vid University of Chicago där han tog examen som Bachelor of Science. Under andra världskriget tjänstgjorde han vid US Navy Reserve. Han var gift med Kathleen Hamilton (född Stick) från 1941 till hennes död 1989. Paret hade fyra barn, Hugo, Elise, Gordon och Victoria. 
Hamilton bodde en lång tid i Santa Fe, New Mexiko, och där engagerade han sig i friluftsliv och jakt. Han skrev flera faktaartiklar för friluftsmagasin och publicerade en "book-length collection". Ett antal år efter att han lämnat Santa Fe bodde han på sin egen yacht; därefter flyttade han tillbaka till Sverige där han bodde fram till sin död 2006. Ett antal av romanerna om Matt Helm utspelar sig i Santa Fe-området och övriga sydvästra USA. Allt eftersom Hamiltons intresse för båtar utvecklades flyttade även handlingen till en mer nautisk omgivning. 
Hamilton inledde sin författargärning 1946 genom korta artiklar i skönlitterära magasin som Collier's Weekly och The Saturday Evening Post. Hans första roman Date With Darkness publicerades 1947; efter det blev det 38 romaner under de kommande 46 åren. De första tre romanerna var inbundna, tryckta hos Rinehart. Efter krigets slut började utgivarna experimentera med skönlitterära originalutgåvor i pocketform. De flesta av Hamiltons tidiga romaner oavsett ämne som publicerades mellan 1954 och 1960 var tidstypiska i pocketform, berättelser i högt tempo och med skräckinjagande omslag. Den mest intressanta av dem är utan tvekan Assignment: Murder (även med titeln Assassins Have Starry Eyes) i vilken en matematiker som arbetar med kärnvapenbomben måste rädda sin fru som har kidnappats av en grupp lömska skurkar. De klassiska Western-filmerna The Big Country och The Violent Men var baserade på två av hans romaner. 
Serien om Matt Helm, publicerad av Gold Medal, börjar med Death of a Citizen 1960 och blev till slut 27 böcker i och med den avslutande The Damagers från 1993. Helm som var agent för en hemlig byrå specialiserad på att mörda nazister under kriget har dragit sig tillbaka. Han blir indragen i efterkrigstidens spioneri och mordverksamhet efter femton års civilt arbete. Hamilton berättar äventyren i en frisk, konstaterande ton där en underton av stilla humor dyker upp emellanåt. Han beskriver pistol- och knivdueller, tortyr och sexuella erövringar med en nogsamt bevarad professionell objektivitet, likt en patolog som dikterar en obduktionsrapport eller en polis som beskriver en utredning. Rakt igenom hela serien kommer denna objektivitet att forma Helms karaktär. Han är en professionell utövare av sitt arbete, hans arbete är att döda människor. Hamilton slutförde ännu en roman om Matt Helm, The Dominators 2002 som inte har publicerats.

## Filmatiseringar
För de flesta är Matt Helm känd genom den serie populära action-komedier som producerades i slutet av 1960-talet med Dean Martin i huvudrollen. Dessa lättsamma filmer är bara löst baserade på Hamiltons böcker, som är mycket mer realistiska, resoluta och svarta. Dreamworks köpte en option på filmrättigheterna till Hamiltons böcker 2002 och började planera en mer seriös tolkning av romanerna om Matt Helm, men än så länge ligger filmandet i träda.